# Leon Brittan
Leon Brittan, barone Brittan di Spennithorne (Londra, 25 settembre 1939 – Londra, 21 gennaio 2015), è stato un politico e avvocato britannico.
È stato più volte membro del governo britannico nei governi Thatcher I e II dal 1986 al 1989 e commissario europeo del Regno Unito nelle commissioni Delors II, Delors III e Santer dal 1989 al 1999
I suoi cugini sono il collega politico Malcolm Rifkind e il produttore Mark Ronson e suo fratello Samuel Brittan è un giornalista finanziario. Il 1º gennaio 1989, Brittan è stato nominato cavaliere e nominato Knight Bachelor con la designazione onoraria di Sir. Il 1º febbraio 2000, Brittan è stato nominato Barone Brittan di Spennithorne ed è diventato membro della Camera dei lord.

## Infanzia e formazione
Brittan nacque da una famiglia di origini lituane ed ebraiche.
Venne educato alla prestigiosa scuola privata "Haberdashers' Aske's Boys' School". Frequentò l'università presso il Trinity College di Cambridge. A Cambridge fu presidente della "Cambridge Union Society" e segretario dell'Associazione dei conservatori dell'università di Cambridge.
Cominciò la sua carriera professionale come avvocato.

## Carriera politica
Nel 1966 e nel 1970 Brittan si candidò alle elezioni generali per conto del Partito conservatore, concorrendo nel collegio di North Kensington, ma non venne eletto. Riuscì ad entrare in Parlamento con le elezioni generali del febbraio 1974, eletto nel collegio di Cleveland e Whitby. Nel 1976 divenne uno dei portavoce dell'opposizione conservatrice.

### Membro del governo
Tra il 1979 e il 1981 fu ministro di stato all'interno dell'Home Office.
Nel 1981 venne nominato segretario del tesoro ed entrò a far parte del gabinetto di governo. Dopo essere stato rieletto nel collegio di Richmond (Yorks) alle elezioni del 1983, Brittan venne nominato segretario di stato per gli interni. Nel 1985 venne nominato segretario di stato per il commercio e l'industria.
Si dimise il 24 gennaio 1986 in seguito allo scandalo Westland riguardante l'industria elicotteristica britannica e alle divisioni che lo scandalo comportò all'interno del governo.
Rimase a far parte della Camera dei Comuni fino al 1989.

### Commissario europeo

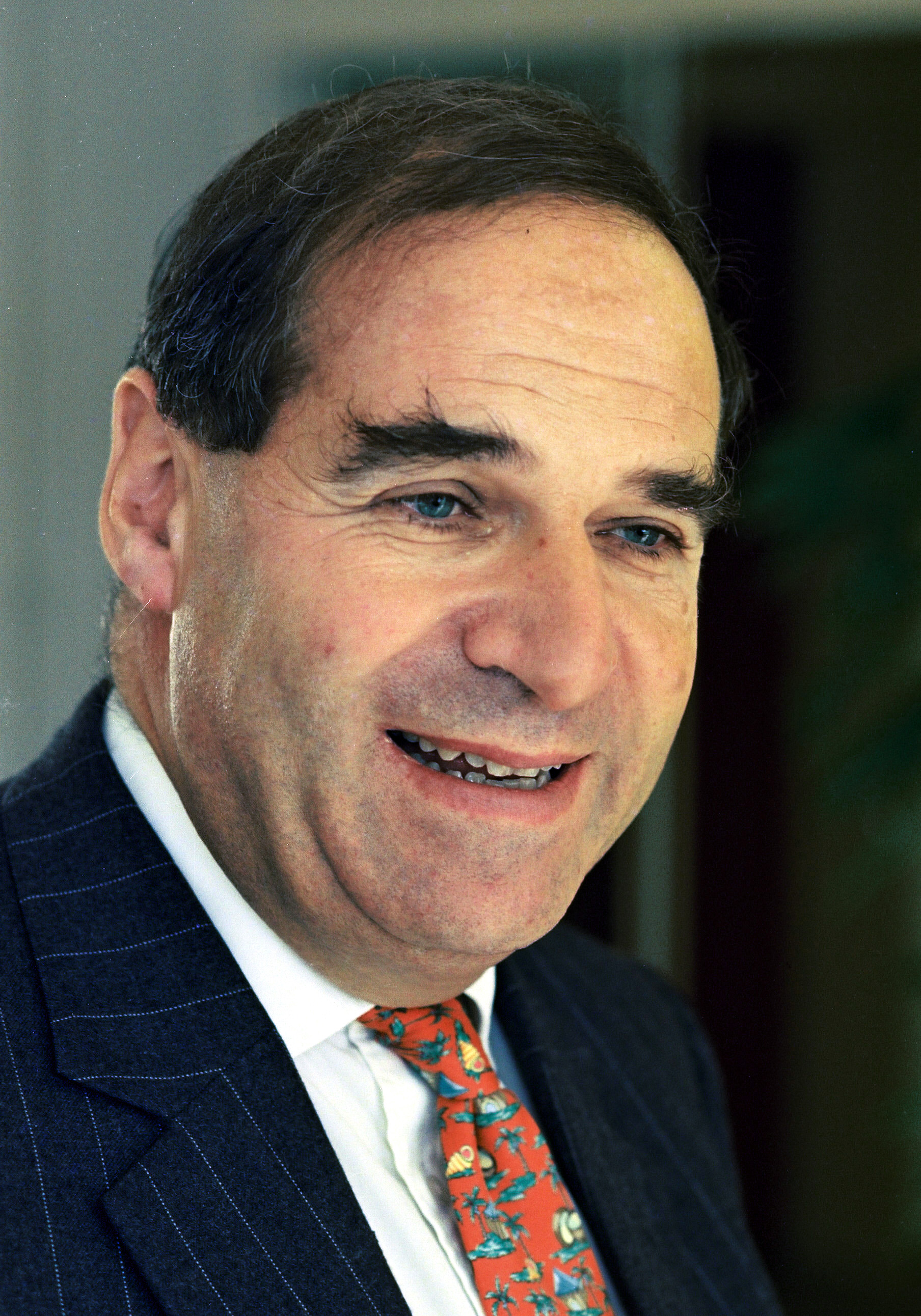
Leon Brittan nel 1996

Nel 1989 Brittan venne nominato commissario europeo ed entrò a far parte della Commissione Delors II come commissario per la concorrenza e Commissario europeo per la programmazione finanziaria ed il bilancio e vicepresidente.
Nel 1993 mantenne la carica di vicepresidente ed ottenne la delega agli affari economici esterni ed alla politica commerciale nell'ambito della Commissione Delors III.
Nel 1995 entrò a far parte della Commissione Santer come vicepresidente e commissario per il commercio e le relazioni con l'America settentrionale, l'Australia, la Nuova Zelanda, il Giappone, la Cina e la Corea. Quando la Commissione Santer venne costretta alle dimissioni nel 1999, Brittan fece parte della commissione transitoria presieduta da Manuel Marín e cessò il proprio mandato alla metà di settembre del 1999. Uno dei membri del gabinetto di Brittan era Nick Clegg, dal 2010 vicepremier britannico.

## Attività di consulenza
Brittan è vicepresidente della banca di investimenti UBS AG, direttore non esecutivo di Unilever e membro del comitato consultivo internazionale di Total.
Nell'agosto 2010 Brittan è stato nominato consigliere commerciale del governo Cameron, con un incarico semestrale.

## Onorificenze
Nel 1978 Brittan venne nominato Queen's Counsel.
Nel 1989 venne nominato cavaliere.
Nel 2000 venne nominato barone di Spennithorne e nel 2001 Deputy Lieutenant per il North Yorkshire.
Fu membro del Consiglio privato di sua maestà.

## Vita personale
Brittan era sposato. La moglie ha due figlie ed è stata nominata Dama di commenda dell'Ordine dell'Impero Britannico nel 2004.
Il fratello di Leon Brittan è Samuel Brittan, giornalista finanziario e commentatore economico per il Financial Times.
Brittan era parente di Malcolm Rifkind e Mark Ronson.

## Curiosità
Nel romanzo Primo fra tutti (First Among Equals) di Jeffrey Archer pubblicato nel 1984 Brittan viene citato come Cancelliere dello Scacchiere nei tardi anni Ottanta. Nella realtà, Brittan non ricoprì mai tale incarico.